# Jo Durie
Joanna Mary (Jo) Durie (Bristol, 27 juli 1960) is een voormalig tennisspeelster uit Engeland. Zij speelt rechtshandig en heeft een enkelhandige backhand. Zij was actief in het proftennis van 1977 tot en met 1995.

## Loopbaan
Bron:

### Enkelspel
Na een succesvolle juniorenloopbaan, waarin Durie in 1976 enkele Britse juniortitels won op alle drie ondergronden (gras, hardcourt en overdekt), werd zij professional in 1977. Dat jaar speelde zij op Wimbledon haar eerste grandslampartij tegen de latere winnares Virginia Wade. In 1980 leed Durie aan een rugblessure die haar acht maanden lang van de baan hield. In 1981 keerde zij terug op de WTA-tour met een vierde ronde op Wimbledon en het US Open, waarmee zij opklom tot haar hoogste enkelspelranking tot dan toe: de 31e plaats.
1983 bleek haar meest succesvolle jaar in het enkelspel te zijn – zij eindigde dat tennisseizoen als nummer acht op de wereldranglijst. Als ongeplaatste speelster bereikte Durie de halve finale van Roland Garros, door onder meer Pam Shriver en Tracy Austin te verslaan. Later dat jaar bereikte zij ook op de US Open de halve finale, die zij in twee sets verloor van Chris Evert. In december eindigde zij het grandslam-seizoen met een kwartfinaleplaats op het Australian Open. Haar enkelspelsucces gedurende 1983 bezorgde haar een felbegeerde plek op de Virginia Slims Championships (het toenmalige equivalent van de eindejaarskampioenschappen) van februari 1984, als het vijfde reekshoofd.
1984 was haar meest succesvolle jaar op Wimbledon – daar bereikte Durie de kwartfinale, door de vijftienjarige Steffi Graf in een memorabele vierderondepartij te verslaan. De dag na Wimbledon (9 juli 1984) bereikte zij de hoogste enkelspelranking van haar loopbaan: de vijfde plaats.
Durie won twee WTA-titels (allebei in 1983): in augustus in Mahwah en in november in Sydney. Zij boekte overwinningen over Steffi Graf, Zina Garrison, Pam Shriver, Hana Mandlíková en Tracy Austin. Zij speelde nog vier keer in een WTA-finale, de laatste keer in 1990 in Newport. Een herhaling van haar rugblessure in 1989 noopte haar tot verandering in haar opslagstijl. In 1991, op dertigjarige leeftijd en als een van de oudste deelneemsters van dat jaar, bereikte zij nogmaals de vierde ronde op het US Open.
Durie was gedurende het grootste deel van haar loopbaan de nationale nummer één van het Britse vrouwentennis. Zij won de nationale enkelspeltitel zeven keer, een record. Na Virginia Wade was zij de tweede Britse speelster die een miljoen dollar aan prijzengeld vergaarde. Gedurende meer dan 32 jaar (1983–januari 2016) was zij de laatste Britse speelster die tot de halve finale van een grandslamtoernooi was doorgedrongen – op het Australian Open 2016 werd zij op deze positie afgelost door Johanna Konta.

### Dubbelspel
Samen met landgenoot Jeremy Bates won Durie de titel in het gemengd dubbelspel op Wimbledon in 1987 – zij waren het eerste Britse team sinds 51 jaar dat deze titel veroverde. In 1991 werden zij het eerste Britse dubbelspelteam ooit dat op het Australian Open de titel won. Het team Durie/Bates bereikte op Wimbledon nog driemaal de kwartfinale in het gemengd dubbelspel: in 1986, 1990 en 1993. Als titelverdedigers op het Australian Open in 1992 bereikten zij eveneens de kwartfinale.
Voorts won Durie zes WTA-vrouwendubbelspeltitels, uit een totaal van achttien finales. Haar meest succesvolle vrouwendubbelspeljaar was 1983, toen zij zesmaal in een WTA-finale stond waarvan zij er drie won. In dat jaar bereikte zij ook de halve finale op Roland Garros en op Wimbledon (beide met landgenote Anne Hobbs). Door dit succes kon zij deelnemen aan de Virginia Slims Championships (het toenmalige equivalent van de eindejaarskampioenschappen) van februari 1984 – samen met de Amerikaanse Ann Kiyomura bereikte zij de finale, die zij verloren van Martina Navrátilová en Pam Shriver (een koppel dat haar gedurende 1983 en 1984 nog vijfmaal een toernooiwinst onthield).
Durie won het nationale Britse dubbelspelkampioenschap negen keer, een record.
Haar hoogste notering op de WTA-ranglijst is de negende plaats, die zij bereikte in december 1983.

### Tennis in teamverband
Durie was een fundamenteel lid van het Britse Wightman Cup-team (1979, 1981–1989), het Britse Fed Cup-team (1981–1995) en het Britse European Cup-team (1989–1992). In 1981 was zij de jongste deelneemster van het Britse Fed Cup-team, naast Virginia Wade en Sue Barker – dit team bereikte de finale van de Wereldgroep, waarin zij verloren van de Verenigde Staten. Durie leidde het Britse team naar winst op het European Championship in Praag in 1992.

### Na de actieve loopbaan
Durie trok zich terug uit het competitietennis tijdens Wimbledon 1995 (haar achttiende optreden op The Championships). Ondanks drie operaties aan haar linkerknie, en met een ranking van slechts 325, wist ze toch haar eersterondepartij zonder setverlies te winnen van Française Alexia Dechaume-Balleret, die op dat moment nummer 85 op de wereldranglijst was. In de tweederondepartij (haar laatste in het enkelspel op Wimbledon) moest zij in Jana Novotná haar meerdere erkennen. Na afloop van de wedstrijd kreeg Jo Durie een staande ovatie van het publiek in het 'oude' Court number 1. Haar laatste wedstrijd op Wimbledon was een gemengddubbelspelpartij op Centre Court, met aan haar zijde landgenoot Jeremy Bates waarmee zij al sinds 1981 samenspeelde.
Zij is een van de weinige speelsters die een positieve winstbalans hebben tegen Steffi Graf – Durie leidt met 4–3. Merk evenwel op dat deze overwinningen op Graf plaatsvonden in 1985 en eerder, toen Graf nog niet haar volle wasdom had bereikt.
Na haar afscheid van het professionele circuit werkte Durie als tenniscommentator op tv, zowel voor de BBC als voor de Britse Eurosport. Zij was co-coach van de nieuwe Britse nummer één, Elena Baltacha, samen met haar eigen voormalige coach Alan Jones. Ten slotte won zij de Wimbledon Ladies Senior Invitation dubbelspeltitels in 1996 en 1997.
Durie werkt momenteel als coach aan de FC** Academy in Middlesex.

## Posities op deWTA-ranglijst
Positie per einde seizoen:
| jaar | rang enkelspel | rang dubbelspel |
| ---- | -------------- | --------------- |
| 1995 | 282            | 186             |
| 1994 | 343            | 215             |
| 1993 | 191            | 51              |
| 1992 | 59             | 84              |
| 1991 | 60             | 70              |
| 1990 | 65             | 39              |
| 1989 | 117            | 36              |
| 1988 | 60             | 43              |
| 1987 | 73             | 43              |
| 1986 | 24             | 42              |
| 1985 | 26             | –               |
| 1984 | 24             | –               |
| 1983 | 13             | –               |

## Palmares
| Legenda                |
| ---------------------- |
| Grandslamtoernooi      |
| Olympische Spelen      |
| Year-End Championships |
| Tier I                 |
| Tier II                |
| Tier III               |
| Tier IV & V            |

### WTA-finaleplaatsen enkelspel
| nr.              | finale     | toernooi         | ondergrond    | tegenstandster   | score         |
| ---------------- | ---------- | ---------------- | ------------- | ---------------- | ------------- |
| gewonnen finales |            |                  |               |                  |               |
| 1.               | 1983-08-28 | WTA Mahwah       | hardcourt     | Hana Mandlíková  | 2-6, 7-5, 6-4 |
| 2.               | 1983-11-27 | WTA Sydney       | gras          | Kathy Jordan     | 6-3, 7-5      |
| verloren finales |            |                  |               |                  |               |
| 1.               | 1980-06-07 | WTA Beckenham    | gras          | Andrea Jaeger    | 4-6, 1-6      |
| 2.               | 1982-02-28 | WTA Greenville   | hardcourt (i) | Cláudia Monteiro | 4-6, 6-3, 4-6 |
| 3.               | 1983-10-23 | WTA Brighton     | tapijt (i)    | Chris Evert      | 1-6, 1-6      |
| 4.               | 1990-07-22 | WTA Newport (VS) | gras          | Arantxa Sánchez  | 6-7, 6-4, 5-7 |

### WTA-finaleplaatsen vrouwendubbelspel
| nr.              | finale     | toernooi            | ondergrond | partner            | tegenstandsters                      | score         |
| ---------------- | ---------- | ------------------- | ---------- | ------------------ | ------------------------------------ | ------------- |
| gewonnen finales |            |                     |            |                    |                                      |               |
| 1.               | 1979-06-09 | WTA Beckenham       | gras       | Deborah Jevans     | Elizabeth Little Keryn Pratt         | 6-1, 6-4      |
| 2.               | 1982-06-13 | WTA Birmingham      | gras       | Anne Hobbs         | Rosie Casals Wendy Turnbull          | 6-3, 6-2      |
| 3.               | 1983-03-20 | WTA Boston          | tapijt (i) | Ann Kiyomura       | Kathy Jordan Anne Smith              | 6-3, 6-1      |
| 4.               | 1983-05-22 | WTA Berlijn         | gravel     | Anne Hobbs         | Claudia Kohde-Kilsch Eva Pfaff       | 6-4, 7-6      |
| 5.               | 1983-08-28 | WTA Mahwah          | hardcourt  | Sharon Walsh       | Rosalyn Fairbank Candy Reynolds      | 4-6, 7-5, 6-3 |
| 6.               | 1990-04-28 | WTA Singapore       | hardcourt  | Jill Hetherington  | Pascale Paradis Catherine Suire      | 6-4, 6-1      |
| verloren finales |            |                     |            |                    |                                      |               |
| 1.               | 1983-01-16 | WTA Houston         | tapijt (i) | Barbara Potter     | Martina Navrátilová Pam Shriver      | 4-6, 3-6      |
| 2.               | 1983-06-19 | WTA Eastbourne      | gras       | Anne Hobbs         | Martina Navrátilová Pam Shriver      | 1-6, 0-6      |
| 3.               | 1983-10-23 | WTA Brighton        | tapijt (i) | Ann Kiyomura       | Chris Evert Pam Shriver              | 5-7, 4-6      |
| 4.               | 1984-02-25 | WTA East Hanover    | tapijt (i) | Ann Kiyomura       | Martina Navrátilová Pam Shriver      | 4-6, 3-6      |
| 5.               | 1984-03-04 | WTA Championships   | tapijt (i) | Ann Kiyomura       | Martina Navrátilová Pam Shriver      | 3-6, 1-6      |
| 6.               | 1984-06-23 | WTA Eastbourne      | gras       | Ann Kiyomura       | Martina Navrátilová Pam Shriver      | 4-6, 2-6      |
| 7.               | 1984-08-19 | WTA Mahwah          | hardcourt  | Ann Kiyomura       | Martina Navrátilová Pam Shriver      | 6-7, 6-3, 2-6 |
| 8.               | 1989-03-19 | WTA Boca Raton      | hardcourt  | Mary Joe Fernandez | Jana Novotná Helena Suková           | 4-6, 2-6      |
| 9.               | 1990-09-30 | WTA Leipzig         | tapijt (i) | Manon Bollegraf    | Lise Gregory Gretchen Magers         | 2-6, 6-4, 3-6 |
| 10.              | 1990-10-28 | WTA Brighton        | tapijt (i) | Natallja Zverava   | Helena Suková Nathalie Tauziat       | 1-6, 4-6      |
| 11.              | 1991-09-29 | WTA Sint-Petersburg | tapijt (i) | Isabelle Demongeot | Olena Brjoechovets Natalia Medvedeva | 5-7, 3-6      |
| 12.              | 1993-02-21 | WTA Parijs          | tapijt (i) | Catherine Suire    | Jana Novotná Andrea Strnadová        | 6-7, 2-6      |

### WTA-finaleplaatsen gemengd dubbelspel
| nr.              | finale     | toernooi        | ondergrond | partner      | tegenstanders               | score         |         |
| ---------------- | ---------- | --------------- | ---------- | ------------ | --------------------------- | ------------- | ------- |
| gewonnen finales |            |                 |            |              |                             |               |         |
| 1.               | 1987-07-05 | Wimbledon       | gras       | Jeremy Bates | Nicole Provis Darren Cahill | 7-6, 6-3      | details |
| 2.               | 1991-01-27 | Australian Open | hardcourt  | Jeremy Bates | Robin White Scott Davis     | 2-6, 6-4, 6-4 | details |
| verloren finales |            |                 |            |              |                             |               |         |
| geen             |            |                 |            |              |                             |               |         |

## Resultaten grandslamtoernooien
| Legenda | Legenda                          |
| ------- | -------------------------------- |
| g.t.    | geen toernooi gehouden           |
| l.c.    | lagere categorie                 |
| –       | niet deelgenomen                 |
| G       | uitgeschakeld in de groepsfase   |
| 1R      | uitgeschakeld in de eerste ronde |
| 2R      | uitgeschakeld in de tweede ronde |
| 3R      | uitgeschakeld in de derde ronde  |
| 4R      | uitgeschakeld in de vierde ronde |
| KF      | uitgeschakeld in de kwartfinale  |
| HF      | uitgeschakeld in de halve finale |
| F       | de finale verloren               |
| W       | het toernooi gewonnen            |
| w-v     | winst/verlies-balans             |

### Enkelspel
| Toernooi        | 1977 | 1977 | 1978 | 1979 | 1980 | 1981 | 1982 | 1983 | 1984 | 1985 | 1986 | 1987 | 1988 | 1989 | 1990 | 1991 | 1992 | 1993 | 1994 | 1995 |
| --------------- | ---- | ---- | ---- | ---- | ---- | ---- | ---- | ---- | ---- | ---- | ---- | ---- | ---- | ---- | ---- | ---- | ---- | ---- | ---- | ---- |
| Australian Open | –    | –    | –    | –    | –    | 3R   | 3R   | KF   | 2R   | 3R   | g.t. | 4R   | 2R   | 3R   | 2R   | 2R   | 2R   | –    | –    | –    |
| Roland Garros   | –    | –    | –    | –    | 1R   | 1R   | 2R   | HF   | 2R   | 1R   | 1R   | 1R   | 2R   | 1R   | –    | 1R   | 3R   | –    | –    | –    |
| Wimbledon       | 1R   | 1R   | 1R   | 2R   | 1R   | 4R   | 1R   | 3R   | KF   | 4R   | 3R   | 3R   | 2R   | –    | 1R   | 2R   | 1R   | 1R   | 1R   | 2R   |
| US Open         | –    | –    | –    | –    | –    | 4R   | 3R   | HF   | 1R   | 1R   | 3R   | 2R   | 1R   | 1R   | 1R   | 4R   | 1R   | 1R   | –    | –    |

### Vrouwendubbelspel
| Toernooi        | 1977 | 1977 |    | 1979 | 1980 | 1981 | 1982 | 1983 | 1984 | 1985 | 1986 | 1987 | 1988 | 1989 | 1990 | 1991 | 1992 | 1993 | 1994 | 1995 |
| --------------- | ---- | ---- | -- | ---- | ---- | ---- | ---- | ---- | ---- | ---- | ---- | ---- | ---- | ---- | ---- | ---- | ---- | ---- | ---- | ---- |
| Australian Open | –    | –    | –  | –    | 2R   | 2R   | KF   | 2R   | HF   | g.t. | KF   | 1R   | KF   | 1R   | 1R   | 2R   | –    | –    | –    |      |
| Roland Garros   | –    | –    | –  | 1R   | 3R   | 3R   | HF   | 3R   | –    | 2R   | –    | –    | 2R   | –    | –    | –    | –    | –    | –    |      |
| Wimbledon       | 1R   | 1R   | 3R | 1R   | 1R   | 2R   | HF   | HF   | KF   | 1R   | 1R   | 3R   | –    | 2R   | 1R   | 2R   | 2R   | 1R   | 2R   |      |
| US Open         | –    | –    | 2R | –    | 3R   | 2R   | 2R   | 3R   | 2R   | 1R   | KF   | 2R   | 2R   | 1R   | KF   | 2R   | 2R   | –    | –    |      |

### Gemengd dubbelspel
| Australian Open | –  | –  | –  | –  | –  | –  | g.t. | – | –  | –  | HF | W  | KF | –  | –  | –  |
| Roland Garros   | –  | –  | –  | –  | –  | –  | –    | – | –  | –  | –  | –  | –  | –  | –  | –  |
| Wimbledon       | 1R | 2R | 3R | 2R | 3R | KF | KF   | W | 2R | –  | KF | 3R | 3R | KF | 2R | 2R |
| US Open         | –  | –  | –  | –  | –  | –  | –    | – | –  | 1R | –  | HF | 1R | –  | –  | –  |